# 馬斯利夫卡 (佩爾沃邁西基區)
49°23′13″N 36°10′25″E / 49.38694°N 36.17361°E
馬斯利夫卡（烏克蘭語：Маслівка）是位於烏克蘭東部的村莊，由哈爾科夫州洛佐瓦區的五一城市鎮負責管轄。該村始建於1928年，面積0.64平方公里，海拔高度174米，2001年人口170，人口密度每平方公里266.9人。